# Château des Montels
Le château des Montels est un château situé à Giroussens, dans le Tarn (France).

## Historique
Le château des Montels fait partie des nombreux châteaux du département construit dans la seconde moitié du XIXe siècle.

## Architecture
Situé entre l'autoroute du Pastel et les rives de l'Agout, le château des Montels est un corps de logis carré en brique et à toitures en pavillon en ardoises. Sa façade principale, au nord, est flanquée de deux fines échauguettes rondes, et on accède à l'entrée par une terrasse à perron et balustrades de pierre. Elle s'élève sur deux étages, outre les soubassements et un étage sous combles, et se décompose en cinq travées, dont celle centrale est encadrée par des bandeaux de pierre et présente un balcon. La toiture est surlignée de trois lucarnes, deux rondes et une centrale à fronton triangulaire encadrée de deux acrotères en forme de boules.